# Radics János
Radics János (Budapest, 1950. szeptember 26. – 2021. október 22. vagy előtte) magyar labdarúgó csatár, jégkorongozó.

## Pályafutása
Tizenegy éves korában igazolta le a Vasas. 1967 és 1971 között a Vasas labdarúgója volt. Tagja volt az 1968-as és az 1970–71-es bajnoki bronzérmes csapatnak. Az 1968-as sikerhez 16 mérkőzésen 10 góllal járult hozzá. 1972 és 1976 között a Tatabányai Bányász labdarúgója volt. 1977-től a Budafokban szerepelt. 1978 nyarán a Salgótarjáni TC szerződtette. 1979-ben a KOMÉP-ben szerepelt.
Az 1965–1966-os szezonban tagja volt az Újpesti Dózsa magyar bajnok és kupagyőztes jégkorongcsapatának.

## Sikerei, díjai
- Magyar bajnokság
  - 3.: 1968, 1970–71